# 三义永乡
三义永乡，是中华人民共和国河北省承德市围场满族蒙古族自治县下辖的一个乡。

## 行政区划
三义永乡下辖以下地区：
三义永村、三岔口村、二地村、德合公村和拐步楼村。